# Baños de Zacarías
Los baños de Zacarías o baños modernos fueron una casa de baños de la ciudad española de Zaragoza, ya desaparecida.

## Descripción
El establecimiento habría abierto sus puertas en 1841, 1850 o 1852 según la fuente. Estaba situado en el salón de Santa Engracia, ocupando el lugar de un antiguo convento de monjas capuchinas que fue adquirido por Fermín Zacarías Íñigo. Estos fueron conocidos como baños modernos, en contraposición a los viejos de la vecina plazuela de Beruela. Se ha propuesto igualmente su identificación con los baños de Dulong mencionados en algunos textos.
Tenían 28 salas y un jardín. Aparecen descritos en la Guía de Zaragoza (1860) de Vicente Andrés con las siguientes palabras:

—de Zacarías. La situacion ventajosa de estos baños, en el Salon de Santa Engracia, junto á la puerta del mismo nombre, hacen con razon, que desde que abrieron por primera vez sus puertas, hayan sido y sean unos de los mas favorecidos del público. Tienen su entrada principal por el paseo, frente al antiguo café de Pignatelli; llamando particularmente la atencion, su espacioso salon de descanso, decorado con singular gusto y elegancia. Los baños ocupan dos costados de un frondoso y gran jardin, de 240 pies de longitud y 200 de latitud. El número de cuartos para los bañistas asciende á veinte y ocho, y en cuatro de ellos hay dos pilas. La construccion reciente del edificio, perfectamente dirigido, hace que se le conozca con el nombre de Moderna Casa de Baños. Este establecimiento pertenece á D. Fermin Zacarías Iñigo, y su existencia data del año 1850.
(Andrés, 1860, p. 84)

Desde 1862 su dueño intentó su venta, aprovechando la urbanización del entorno, y en la década de 1870 su heredera logró finalmente licencia para la edificación de tres viviendas a cambio de las cesiones para la construcción de los porches de la avenida.